# Pat Garrett i Billy Kid
Pat Garrett i Billy Kid (Pat Garrett i Billy the Kid) – antywestern z 1973 w reżyserii Sama Peckinpaha, z Jamesem Coburnem i Krisem Kristoffersonem w rolach głównych.

## Opis fabuły
Schyłkowy okres Dzikiego Zachodu. Na pograniczu meksykańskim szeryf Pat Garrett (Coburn) ściga swego dawnego przyjaciela, Billy’ego Kida (Kristofersson). Mimo wzajemnego zrozumienia, a nawet sympatii, warunki toczącego się między nimi swoistego pojedynku są twarde – szlak obydwu będzie znaczony krwią i okrucieństwem. Garrett w końcu dopadnie Kida, jednak nie zmaże wszystkich swoich przeszłych win – film klamrą spina scena zabójstwa samego Garretta na początku XX wieku.
Pat Garret i Billy Kid, zrealizowany kilka lat po sukcesie Dzikiej bandy jest jednym z najlepszych antywesternów w historii kina. Peckinpah opowiada autentyczną historię w charakterystyczny dla siebie sposób, odzierając ją z romantycznej legendy – jego bohaterami kierują najbardziej prymitywne ludzkie instynkty. Paradoksalnie brutalność dzieła podkreślają dodatkowo barwne zdjęcia oraz spokojna muzyka Dylana.

## Obsada
| - Kris Kristofferson – Billy the Kid - James Coburn – szeryf Pat Garrett - Richard Jaeckel – szeryf Kip McKinney - Katy Jurado – pani Baker - Chill Wills – Lemuel - Barry Sullivan – Chisum - Jason Robards – gubernator Lew Wallace - Bob Dylan – Alias - R.G. Armstrong – zastępca szeryfa Bob Ollinger - Luke Askew – Eno - John Beck – John W. Poe - Richard Bright – Holly - Matt Clark – zastępca szeryfa J.W. Bell | - Rita Coolidge – Maria - Jack Dodson – Lewellen Howland - Jack Elam – Alamosa Bill / Kermit - Emilio Fernández – Paco - Aurora Clavel – Ida Garrett - Paul Fix – Pete Maxwell - L.Q. Jones – czarny Harris - Slim Pickens – szeryf Colin Baker - Charles Martin Smith – Charlie Bowdre - Harry Dean Stanton – Luke - Rutanya Alda – Ruthie Lee - Rudy Wurlitzer – Tom O'Folliard - Gene Evans – pan Horrell |

## Ścieżka dźwiękowa
Autorem ścieżki dźwiękowej do filmu Pat Garrett & Billy the Kid jest Bob Dylan, który pojawia się na ekranie w znaczącej roli Aliasa – członka bandy Kida. 

## Produkcja i odbiór
Podczas realizacji filmu Peckinpah walczył ze swym alkoholizmem, który zaczął nie tylko jemu wyjątkowo doskwierać. Dodatkowo złe nastroje twórców spotęgowała późniejsza recepcja i komercyjna porażka.